# Grantsville, Utah
Grantsville är en ort i Tooele County i Utah. Orten hette ursprungligen Willow Creek och namnet ändrades till Grantsville för att hedra militären George D. Grant. Grantsville hade 8 893 invånare enligt 2010 års folkräkning.